# Horcotes strandi
Horcotes strandi is een spinnensoort in de taxonomische indeling van de hangmatspinnen (Linyphiidae).
Het dier behoort tot het geslacht Horcotes. De wetenschappelijke naam van de soort werd voor het eerst geldig gepubliceerd in 1935 door Sytshevskaja.